# Râul Borvizu, Cașin
Râul Borvizu este un curs de apă, afluent al râului Cașin. 

## Hărți
- Harta județului Harghita